# Walckenaeria rufula
Walckenaeria rufula là một loài nhện trong họ Linyphiidae. Loài này phân bố ở México.